# Gunnar Notini
Gunnar Fredrik Notini, född 28 januari 1883 i Stockholm, död 28 februari 1952, var en svensk teckningslärare, tecknare och skulptör.
Han var son till Axel Notini och Augusta Katarina Konstantia Bourdin och gift med Ragnhild Maria Nilsson samt far till Bo Notini och bror till Harald Notini. Han studerade vid Högre konstindustriella skolan i början av 1900-talet. Efter avslutade studier arbetade han som teckningslärare vid Södertälje läroverk. Vid sidan av sitt arbete ägnade han sig åt konstnärlig verksamhet. Tillsammans med Torgny Dufwa, Si Grönberger och Thure Wallner ställde han ut på Sörmlands museum 1945. Hans konst består av stilleben, skärgårdsmotiv, blomster- och sagomotiv utförda i olja eller akvarell. Som illustratör illustrerade han bland annat Gurli Erikssons Dag och natt, en ritkurs för folkskolan samt ett antal sagoböcker, dessutom hyllningadresserna till Gustav V:s 70-årsdag och biskop Gustaf Aulén. Som skulptör arbetade han med järnsmide och han var medarbetare i Svensk smidestidning. En minnesutställning med hans konst visades i Södertälje 1954. Notini är representerad vid Södertälje lasarett och i Södertälje skolförvaltning.